# Шпореста кукувица
Шпорестата кукувица (Centropus sinensis) е вид птица от семейство Cuculidae.

## Разпространение и местообитание
Разпространен е в Бангладеш, Бруней, Бутан, Виетнам, Индия, Индонезия, Камбоджа, Китай, Лаос, Малайзия, Мианмар, Непал, Пакистан, Сингапур, Тайланд, Филипините и Шри Ланка.